# Cycas xipholepis
Cycas xipholepis — вид голонасінних рослин класу саговникоподібні (Cycadopsida).
Етимологія: від грецького xiphos — «меч», й lepis — «луска», посилаючись на довгі, жорсткі й гострі катафіли.

## Опис
Стебла деревовиді, 6 м заввишки, 10–15 см діаметром у вузькому місці. Листки темно-зелені, від високоглянсових до напівглянсових, довжиною 70–120 см. Мегаспорофіли 15–27 см завдовжки, сіро-повстяні. Насіння плоске, яйцевиде, 33 мм, шириною 28 мм; саркотеста помаранчево-коричнева, не вкрита нальотом, товщиною 3 мм.

## Поширення, екологія
Країни поширення: Австралія (Квінсленд). Цей вид зростає на плоских ділянках від білого до жовтого піску над латеритами або іноді на низьких, кам'янистих окислених пагорбах, в основному в савановому лісі з переважанням Eucalyptus tetrodonta.

## Систематика
В деяких джерелах розглядається як синонім Cycas lanepoolei C.A.Gardner